# Games for Windows
Games for Windows — игровая платформа и маркетинговая кампания Microsoft, начатая в 2005 году, и пересмотренная в 2006 году. Игры для платформы должны отвечать стандартам сертификации, подобно современным игровым консолям. Цель кампании — сделать видеоигры на операционных системах Windows столь же простыми и доступными как на популярных игровых консолях.
В августе 2013 года Games for Windows Live Marketplace был закрыт. Сервис Games for Windows Live проработал до июля 2014 года.

## Сертификация
Требования к игре, которая могла выходить с логотипом «Games for Windows»:
- Возможность «простой» установки на компьютер, с минимальным количеством шагов установки
- Совместимость с Games Explorer
- Возможность установки и корректной работы на x64-версии Windows и компьютерах с 64-разрядным процессором (хотя сама игра могла быть и 32-разрядной)
- Поддержка как обычного экрана с соотношением 4:3, так и широкоэкранных разрешений 16:9 и 16:10
- Поддержка функций родительского контроля и семейных настроек Windows Vista и Windows 7
- Поддержка запуска из Windows Media Center

## Games for Windows — Live
Одновременно с кампанией «Games for Windows» был запущен сетевой сервис Games for Windows — Live, созданный по образцу другого игрового онлайн-сервиса компании Microsoft — Xbox Live. Сервис предоставляет возможности многопользовательской игры, список друзей, чат и систему онлайн-дистрибуции игр (покупка игр и дополнительного контента для них посредством интернет, подобно сервису Steam от Valve).
Критики отметили, что «Games for Windows — Live» сильно упрощён, по сравнению с аналогом для приставки Xbox 360 (производимой Microsoft), написав, что он является «робким шагом на пути к соединению компьютера с Xbox 360» вопреки стратегии компании «развивать ПК как игровую платформу».

## Обозреватель Игр
Специальная папка, которая поддерживается операционными системами Windows Vista и Windows 7 — Обозреватель Игр (Games Explorer) — содержит ярлыки на различные игры, установленные на компьютере. Совместимые игры устанавливают ярлык в эту папку, автоматически скачивается облик коробки игры и информация о возрастном рейтинге.

## Tray and Play
Tray and Play — это технология, разработанная корпорацией Microsoft специально для операционной системы Windows Vista. Технология позволяет владельцем Games for Windows-игр немедленно приступить к игре, вставив диск в оптический привод. При этом установка игры происходит в фоновом режиме с минимальным или нулевым кэшированием, как на консолях. Первой и единственной, на данный момент, коммерческой игрой, использующей эту технологию, является Windows-версия Halo 2.